# Cockfosters
Cockfosters est une ville de la banlieue nord de Londres, située dans le borough londonien d'Enfield.
Elle a été reliée au réseau du métro de Londres en 1933.
Ce site est desservi par la station de métro Cockfosters.